# Wasserkuppe (góra w Niemczech)
Wasserkuppe – szczyt w paśmie Rhön (Niemcy). Wysokość 950 m n.p.m. Najwyższy szczyt kraju związkowego Hesja. 

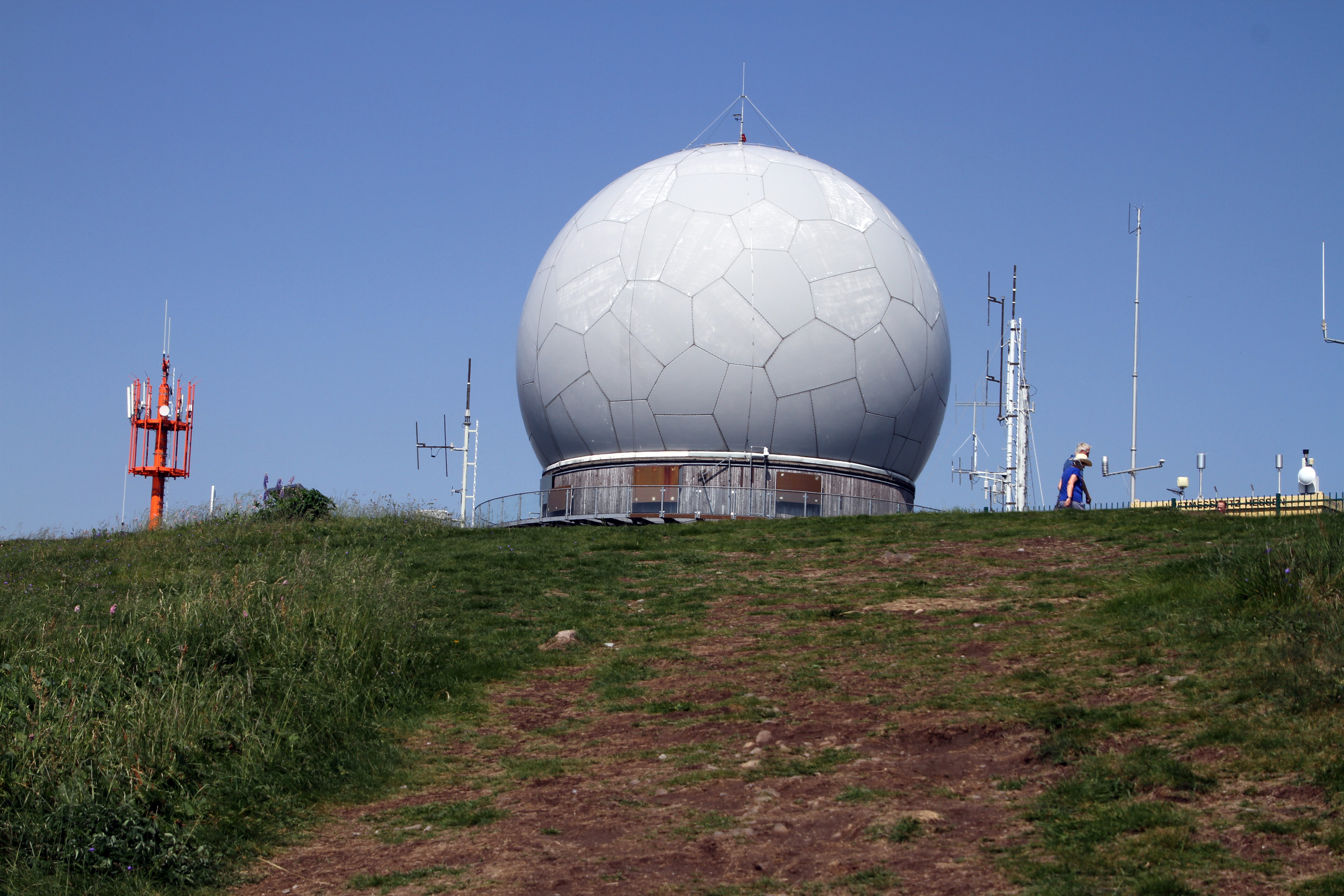
Stacja radarowa w Wasserkuppe

Na górze Wasserkuppe znajduje się duże centrum szybowcowe z najstarszą szkołą szybowcową na świecie, muzeum szybownictwa, lotnisko szybowcowo-samolotowe, cztery kluby szybowcowe, hotele, stacja radarowa US Air Force i Armée de l’air. Góra jest też obecnie ośrodkiem lotniowym, paralotniowym, a zimą narciarskim. 14 października 2018 miał tu miejsce wypadek samolotu Cessna, który wpadł w grupę ludzi zabijając 3 osoby i raniąc 8. 
U stóp góry w miejscowości Poppenhausen (Wasserkuppe) znajduje się jedna z najstarszych fabryk szybowcowych Alexandra Schleichera.
Na zboczach Wasserkuppe bierze swój początek rzeka Fulda, stanowiąca lewy dopływ Wezery.